# Louis Poinsot
Louis Poinsot (sinh ngày 3 tháng 1 năm 1777 - mất ngày 5 tháng 12 năm 1859) là nhà toán học người Pháp và nhà vật lý. Poinsot là người phát minh ra cơ học hình học, cho thấy khi các lực tác động lên một vật thể rắn thì sẽ gộp thành một lực hoăc lực đôi

## Cuộc sống
Tất cả mọi người đều có ý tưởng rõ ràng về chuyển động của một điểm, hoặc giả sử chỉ là chuyển động của một vật rất nhỏ, hãy hạn chế suy nghĩ để đến với toán học.
—Louis Poinsot, Théorie nouvelle de la rotation des corps (1834)
Louis sinh ra ở Paris vào ngày 1 tháng 3 năm 1777. Ông theo học trường Lycée Louis-le-Grand để sau này ông được gia nhập Trường Bách khoa Paris. Vào tháng 10 năm 1794, ông thi tuyển vào Trường Bách khoa Paris và ông thi rớt môn Đại số nhưng vẫn được chấp nhận. Học được trong vòng hai năm thì vào năm 1977 ông rời khỏi đó và học ở École des Ponts et Chaussées để trở thành kỹ sư dân dụng. Nhưng ông nhận ra đam mê của ông chính là đại số trừu tượng
Vì thế, Poinsot rời khỏi École des Ponts et Chaussées và trở thành giáo viên dạy toán ở trường trung học Lycée Bonaparte ở Paris từ năm 1804 đến năm 1809. Từ đó ông trở thành tổng thanh tra của Trường Đại học Hoàng gia Pháp. Ông đã chia sẻ bài đăng với một nhà toán học nổi tiếng khác là Delambre. Vào ngày 1 tháng 11 năm 1809, Poinsot trở thành trợ lý giáo sư phân tích và cơ khí tại trường cũ của ông là Trường Bách khoa Paris. Mặc dù làm việc cho các trường học và công việc, Poinsot vẫn tích cực nghiên cứu và xuất bản một số tác phẩm về hình học, cơ học và thống kê và vào năm 1809, ông có danh tiếng xuất sắc.
Vào năm 1812, Poinsot không còn giảng dạy cho Trường Bách khoa Paris và thay thế ông là Reynaud, và sau đó là Cauchy, và mất bài đăng của mình vào năm 1816 khi họ tổ chức lại, nhưng ông đã trở thành giám khảo tuyển sinh và tổ chức được thêm 10 năm. Ông cũng làm việc tại Bureau des Longitudes từ năm 1839 cho đến khi ông qua đời. Sau khi Joseph-Louis Lagrange mất vào năm 1813, Poinsot được bầu để thay thế vị trí ở Viện Hàn lâm Khoa học Pháp. Vào năm 1840 ông trở thành một thành viên của hội đồng cấp trên và hướng dẫn công chúng. Vào năm 1846, ông được trao thưởng là Cán bộ của Legion of Honor, và sau khi Thương viên hình thành vào năm 1852 thì ông là thành viên của viện đó. Poinsot được bầu là Uỷ viên của Hội Hoàng gia Luân Đôn vào năm 1858. Ông mất ở Paris vào ngày 5 tháng 12 năm 1859

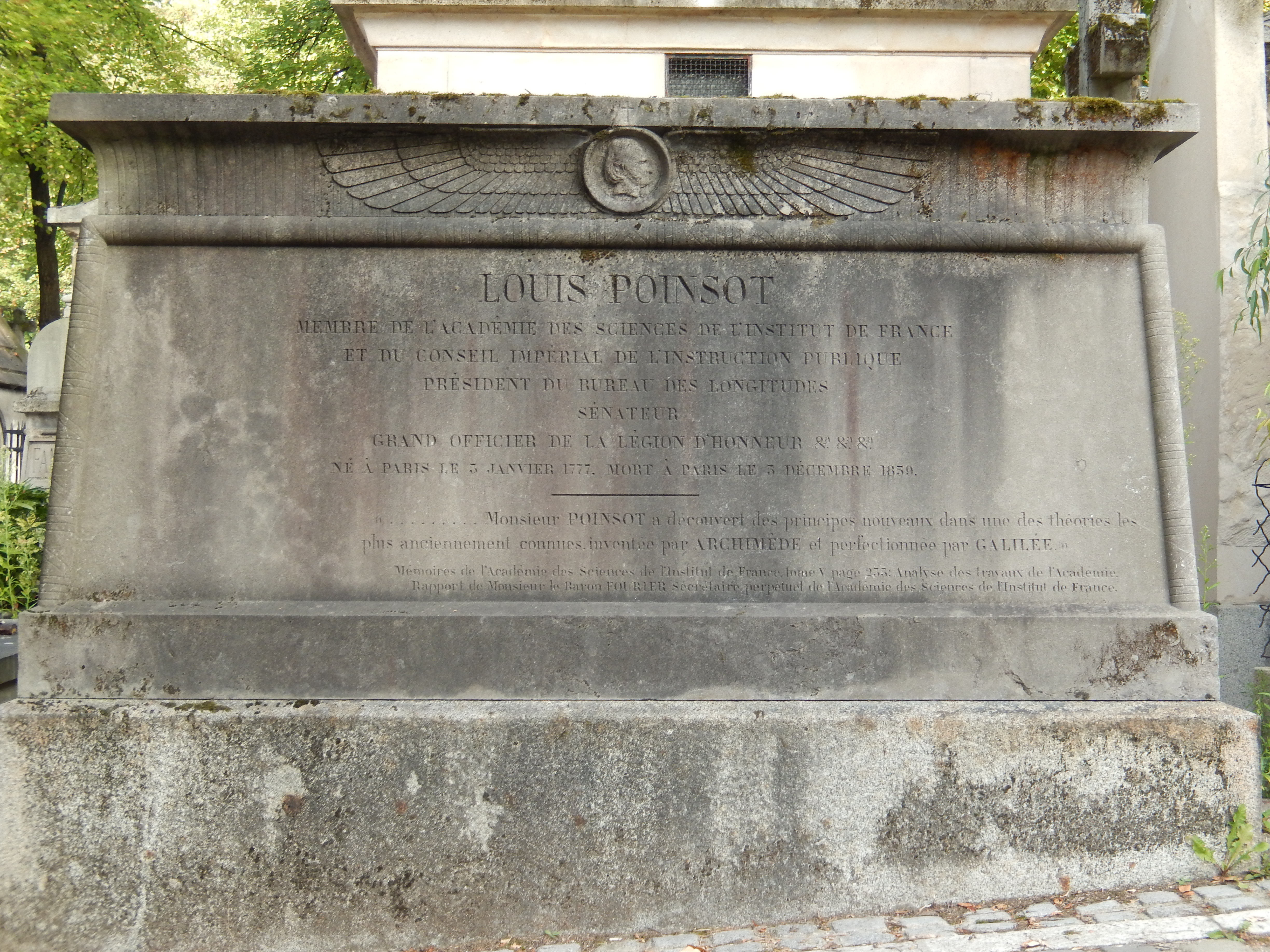
Lăng mộ của Louis Poinsot (Nghĩa trang Père Lachaise, Sư đoàn 4)

## Di sản và cống hiến
Miệng núi lửa Poinsot ở trên mặt trăng được đặt theo tên ông. Một con đường ở Paris được gọi là Rue Poinsot (Quận 14). Gustave Eiffel đã ghi tên Poinsot là một trong 72 nhà khoa học Pháp được ghi tên ở mặt ngoài tầng 2 của Tháp Eiffel

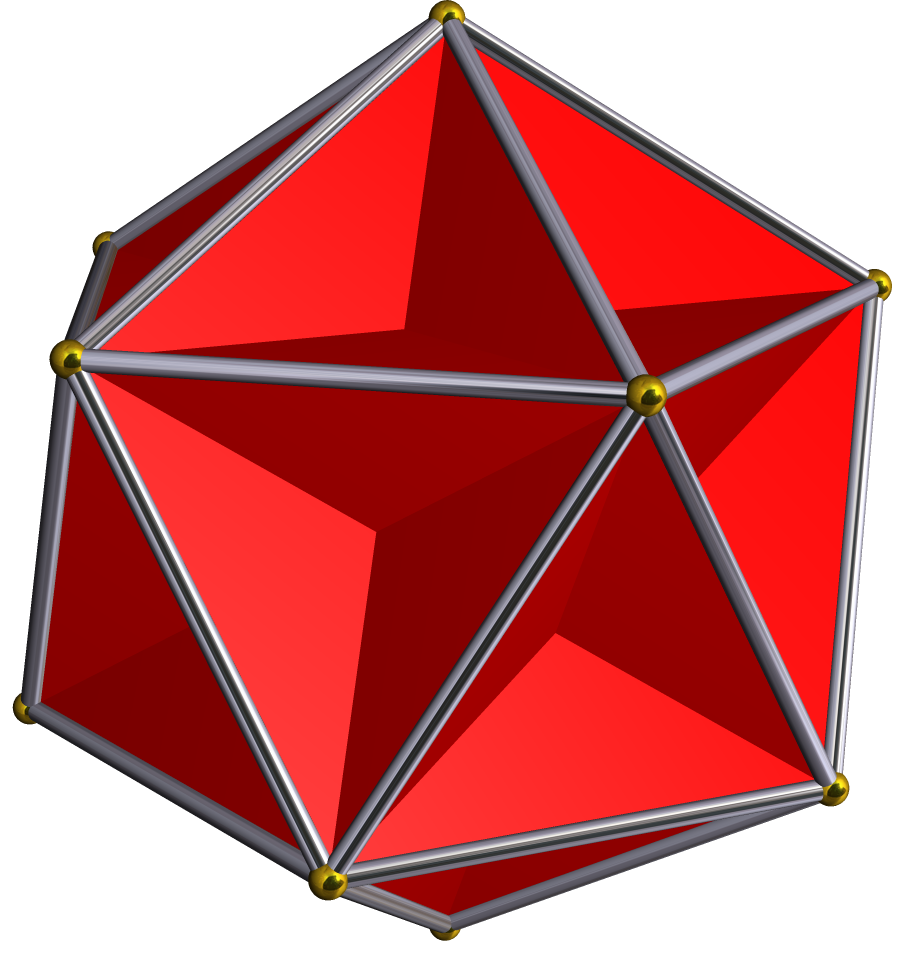
Khối mười hai mặt (chất rắn Poinsot)

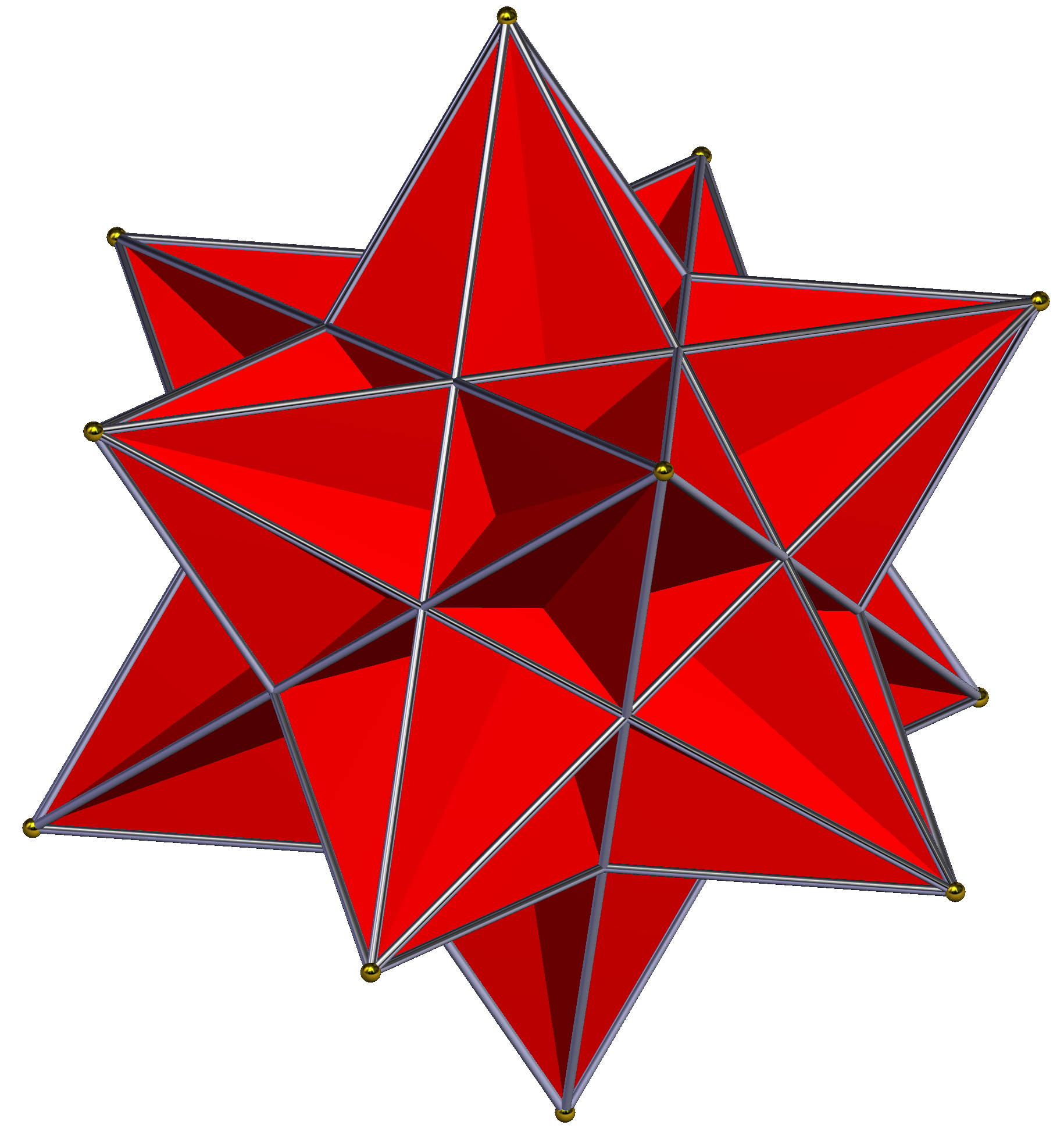
Khối hai mươi mặt (chất rắn Poinsot)

## Công trình
Công trình bao gồm:
- Eléments de statique (1803) (tạm dịch là The Elements of Statics năm 1848 bởi Thomas Sutton)[1]
- Cuốn hồi ký xử lý thành phần của những khoảnh khắc và thành phần của các khu vực (1806)
- Lý thuyết chung về trạng thái cân bằng và chuyển động trong các hệ thống (1806)
- Đa giác và đa diện (1809)
- Lý thuyết mới về Vòng quay vật thể (1834)

Poinsot là người phát minh ra cơ học hình học. Công trình trước đây được thực hiện trên chuyển động của một vật thể rắn hoàn toàn phân tích mà không cần hình dung chuyển động, như Poinsot nói, nó cho phép chúng ta đại diện cho chính chúng ta chuyển động của một vật thể rắn (Encyclopædia Britannica, 1911). Đặc biệt, cái mà ông nghĩ ra bây giờ được gọi là, Cấu trúc Poinsot. Cấu trúc này mô tả chuyển động của tốc độ góc {\displaystyle \mathbf {\omega } } của một vật thể rắn với một điểm cố định (thường là khối tâm của nó). Ông đã chứng minh rằng điểm cuối của vector {\displaystyle \mathbf {\omega } } di chuyển trong một mặt phẳng vuông góc với mô men động lượng (trong không gian tuyệt đối) của vật thể rắn.
He phát hiện ra Khối đa diện Kepler-Poinsot vào năm 1809. Hai trong số này đã xuất hiện trong tác phẩm của Kepler năm 1619, mặc dù Poinsot không biết điều này. Hai loại còn lại là khối hai mươi mặt và khối mười hai mặt, mà một số người gọi đây là hai chất rắn Poinsot. Năm 1810, Cauchy đã chứng minh, sử dụng định nghĩa Poinsot sẽ giúp việc đếm các khối đa diện được hoàn thành.
Poinsot làm việc dựa trên phương trình Diophantos. Tuy nhiên, ông được biết đến với công việc của mình trong hình học và, cùng với Monge,lấy lại vai trò hàng đầu của hình học trong nghiên cứu toán học ở Pháp trong thế kỷ 19. Poinsot cũng góp phần vào tầm quan trọng của hình học bằng cách tạo ra vai trò của hình học tiên tiến tại Sorbonnevào năm 1846. Poinsot tạo ra chức vụ cho Chasles mà ông giữ vị trí này cho đến khi ông mất vào năm 1880.